# Buchbach (Gundbach)
Der Buchbach ist ein anderthalb Kilometer langer, südlicher und linker Zufluss des Gundbachs im hessischen Landkreis Offenbach. Er entspringt in Dreieich-Sprendlingen und mündet in Dreieich-Buchschlag in den Gundbach, der über den Schwarzbach in den Rhein entwässert.

## Name
Der Name entstand in Anlehnung an den Ortsnamen von Buchschlag, der einen Waldbezirk bezeichnete. Er leitet sich vom alten Buchenbestand bei einem Schlagbaum der früheren Dreieicher Ringlandwehr an der Straße in Richtung Mitteldick ab. Einen der wenigen schriftlichen Nachweise des Namens „Buchbach“ findet sich in einem Bebauungsplan aus der Nachkriegszeit zur Süderweiterung von Buchschlag. Die dort geplante Bebauung sollte den Namen Buchbach-Siedlung erhalten, die jedoch in anderer Form realisiert wurde und den Namen nicht übernommen hat.

## Geographie

### Verlauf
Der Buchbach entspringt als Ackerrain auf Sprendlinger Gemarkung und verläuft weitgehend stetig in nördlicher Richtung. Er durchquert zunächst eine Wiese, passiert einen Grenzstein der Gemarkungen Sprendlingen und Buchschlag und verläuft anschließend rund 700 Meter durch den Buchschlager Wald. Die querende Bahntrasse der Dreieichbahn unterquert der Bach durch ein Rohr. Der Bach führt insbesondere im Sommer kein Wasser.
Nördlich der Bahntrasse verläuft der Bach zwischen einem Tennisplatz und Wohnbebauung weiter durch Wald östlich der Bebauung von Buchschlag, unterquert eine Schneise in einem Betonrohr und kommt nach weiteren 200 Metern an die Landesstraße 3262 („Buchschlager Allee“). Der Bach quert sie unter einer Brücke und auf den letzten 250 Metern nördlich fließt er teilweise durch Privatgärten. Unter einem Spazierweg wird er noch einmal durch ein Rohr geleitet und mündet nach knapp einhundert Metern in den Hengstbach, der im weiteren Verlauf als Gundbach bekannt ist.